# Volpinite
La volpinite o anidrite di Volpino prende il nome dal comune di Costa Volpino in Val Camonica.

## Descrizione
Si tratta di accumuli irregolari, spesso di forma lenticolare, di anidrite, una roccia sedimentaria di origine evaporitica, localizzati entro la Carniola di Bovegno, una formazione geologica risalente al Triassico Inferiore-Medio (Scitico superiore-Anisico inferiore). 
Questo litotipo è costituito da alternanze di lamine anidritiche di colore bianco, grigio o grigio azzurro,  derivanti da antichi depositi di gesso trasformatisi in anidrite per espulsione di acqua causata la compattazione del sedimento e all'aumento della temperatura a seguito del seppellimento dei sedimenti.

## Caratteristiche
L'anidrite è caratterizzata da una elevata densità (2.97 g/cm³) comparata con quella media delle rocce sedimentarie (solitamente variabile fra 2.40 e 2.75 g/cm³), ma anche da una certa plasticità se sottoposta a sollecitazioni prolungate nel tempo (proprietà che la rende poco adatta ad un utilizzo come pietra da costruzione con funzioni portanti). 
Per alterazione da parte delle acque meteoriche, l'anidrite tende a riassorbire le molecole d'acqua perdute nella fase diagenetica trasformandosi di nuovo in gesso, con drastico peggioramento delle caratteristiche meccaniche ed estetiche ed espansione volumetrica.

## Utilizzi
La Volpinite è utilizzata in edilizia, per l'aspetto marmoreo e la bellezza delle venature, in rivestimenti pregiati (è chiamata anche “bardiglio di Bergamo”). Tuttavia, può essere impiegata solo per interni dato che, come già detto, si altera facilmente.